# Materialbewirtschaftungsfeldwebel

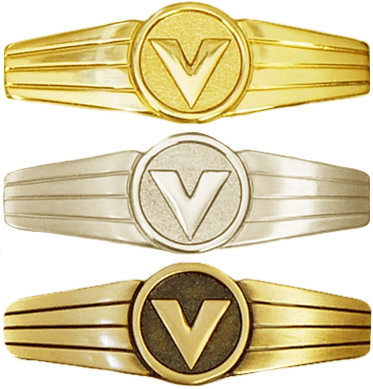
Tätigkeitsabzeichen "Versorgungs- und Nachschubpersonal" in gold, silber und bronze

Der Materialbewirtschaftungsfeldwebel (MatBewFw) gehört zur Dienstgradgruppe der Unteroffiziere mit Portepee. Er ist als Fachmann für Logistik in vielen Teileinheiten der Nachschubdienste vertreten.

## Einsatzbereiche
In einer Kompanie der Bundeswehr bearbeitet der MatBewFw im Auftrag des Kompaniechefs die im Führungsgrundgebiet 4 anfallenden Aufgaben und arbeitet deswegen eng mit der S4-Abteilung/dem Technischen Offizier der vorgesetzten Dienststelle zusammen. Zu seinen hauptsächlichen Aufgaben gehört die Versorgung der Kompanie mit Material wie z. B. Waffen, Munition, Möblierung und Büromaterial. In Zusammenarbeit mit dem Waffen- und Gerätewart ist er verantwortlich für die Waffenkammer. Mit der Einführung von Standard-Anwendungs-Software-Produkt-Familien (SASPF) von SAP im Bereich der Materialbewirtschaftung unterstützt der MatBewFw auch bei der Nachweisführung von Material und Munition.

## Ausbildung
Die Ausbildung zum MatBewFw wird in mehreren Modulen an der Logistikschule der Bundeswehr in Garlstedt durchgeführt.

## Geschichte
Der Materialbewirtschaftungsfeldwebel führte vor der Harmonisierung der Personalbegriffe in der Bundeswehr in 2009 die Bezeichnung Nachschubdienstfeldwebel (NschDstFw) / sowie davor Versorgungsdienstfeldwebel (VersDstFw).
Er trägt, je nach Teilstreitkraftzugehörigkeit das Tätigkeitsabzeichen "Versorgungs- und Nachschubpersonal" (Heer) oder "Technisches Personal/Versorgungspersonal" (Luftwaffe)